# Маслово (Куртамышский район)
Ма́слово — село в Куртамышском районе Курганской области России. Входит в состав Пепелинского сельсовета.

## География
Деревня находится в южной части области, в пределах юго-западной части Западно-Сибирской равнины, в лесостепной зоне, у озера Пресное.

### Климат
Климат характеризуется как континентальный, с холодной продолжительной малоснежной зимой и тёплым сухим летом. Среднегодовая температура — −1 °C. Средняя температура воздуха самого холодного месяца (января) составляет −17,7 °C (абсолютный минимум — −49 °С); самого тёплого месяца (июля) — 19 °C (абсолютный максимум — 41 °С). Безморозный период длится 113 дней. Годовое количество атмосферных осадков — 344 мм, из которых 190—230 мм выпадает в вегетационный период. Продолжительность периода с устойчивым снежным покровом равна 161 дню.

## История
До 1917 года входило в состав Таловской волости Челябинского уезда Оренбургской губернии. По данным на 1926 год деревня Маслова состояла из 190 хозяйств. В административном отношении являлась центром Масловского сельсовета Куртамышского района Курганского округа Уральской области.
До 2018 года являлось административным центром Масловского сельсовета, упразднённого Законом Курганской области 25 октября 2017 года N 97.

## Население
| 1989 | 2002 | 2010 |
| ---- | ---- | ---- |
| 545  | ↘453 | ↘284 |

### Национальный и гендерный состав
По данным переписи 1926 года в деревне проживало 925 человек (435 мужчин и 490 женщин), в том числе: русские составляли 100 % населения.
Согласно результатам переписи 2002 года, в национальной структуре населения русские составляли 99 % из 453 чел., из них 219 мужчин, 234 женщины.

## Инфраструктура
Личное подсобное хозяйство.

## Транспорт
Село доступно автотранспортом. Остановка общественного транспорта.